# Liste von Titeln der Edition Erdmann
Dies ist eine Liste von Titeln der Edition Erdmann, einer Buchreihe mit für den deutschsprachigen Leser eingerichteten alten Reiseberichten und einigen anderen Werken.

## Übersicht

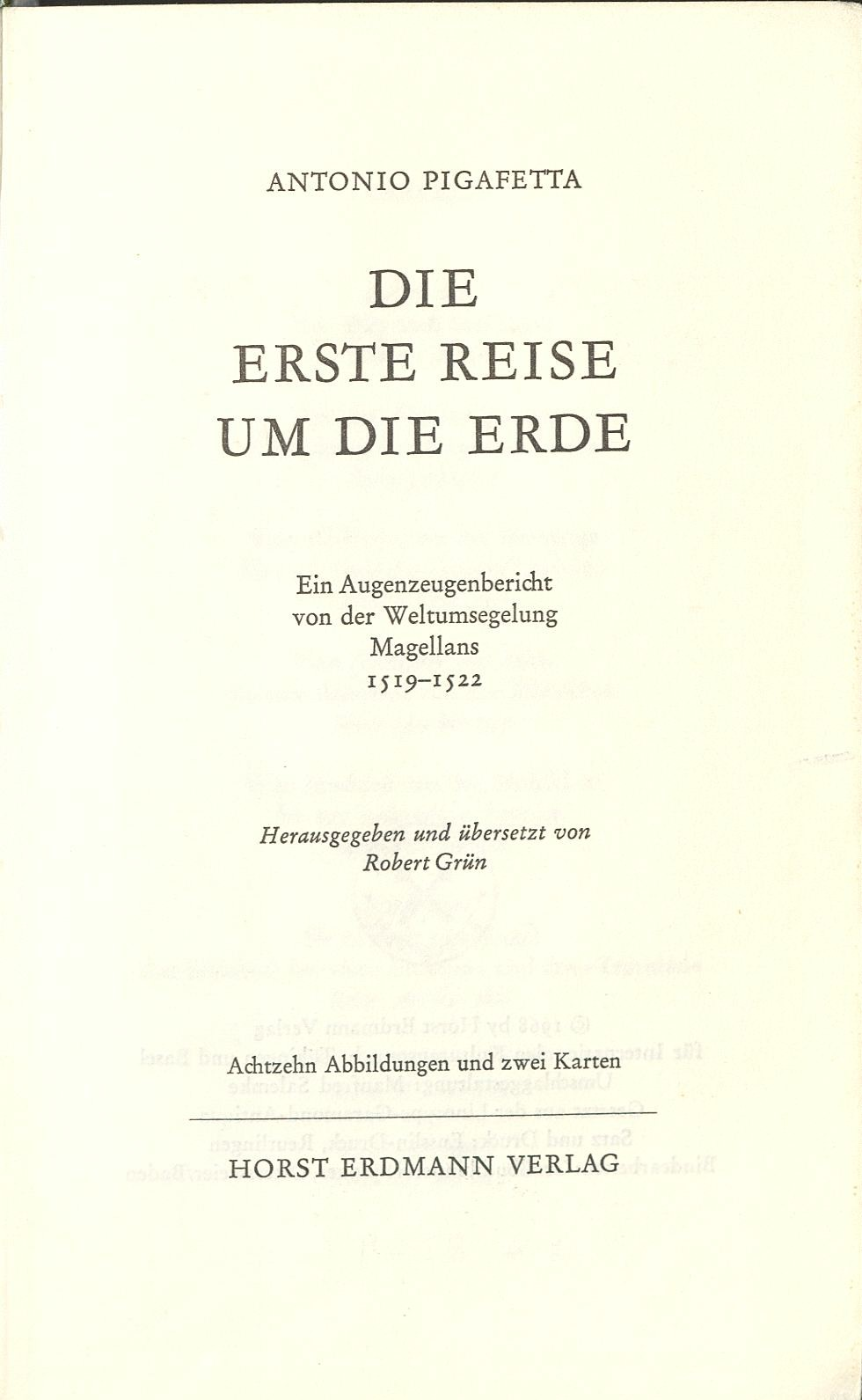

### A
- Abenteuer im Apachenland – 1863–1865, John Ross Browne
- Abenteuer im arktischen Kanada – Auf der Suche nach der Nordwest-Passage 1769–1772 – Samuel Hearne
- Abenteuer in Tibet – 1899–1902, Sven Hedin
- Abenteuerliche Gefangenschaft im alten Japan – 1811–1813, Wassili M. Golownin
- Alexander von Humboldts Amerikanische Reise – 1799–1804, aufgezeichnet von Hanno Beck
- Alexander von Humboldts Reise durchs Baltikum nach Russland und Sibirien – 1829, aufgezeichnet von Hanno Beck
- Alltagsnotizen eines ägyptischen Bürgers, Ibn Iyâs
- Als Briefkurier durch Persien – Auf dem Landweg von Indien nach Persien – 1523–1529, António Tenreiro
- Als Sklave im Osmanischen Reich und bei den Tataren – 1394–1427, Johannes Schiltberger
- Am Hofe des persischen Großkönigs – 1684–1685, Engelbert Kaempfer
- (Die) Ankunft der Weißen Götter – Dokumente und frühe Berichte der großen Eroberer von Nordamerika bis Peru, Uwe Schwarz, Eva Michels-Schwarz (Hrsg.)
- Ansichten vom Niederrhein – 1790, Georg Forster
- Atlas der Entdeckungsreisen, Heinrich Pleticha (Hrsg.)
- Auf dem Gipfel des Ruwenzori – 1906, Ludwig Amadeus von Savoyen
- Auf den Spuren Homers – 1871–1890, Heinrich Schliemann
- Auf Schleichwegen nach Tibet – 1870–1873, Nikolai M. Prschewalski
- Auf Schneeschuhen durch Grönland – 1888–1889, Fridtjof Nansen
- Auf verbotenen Wegen in Tibet – 1897, Henry S. Landor
- Aufzeichnungen aus Amerika – 1842, Charles Dickens

### B
- Babylon – Entdeckungsreisen in die Vergangenheit, Rudolf Fischer (Hrsg.)
- Baumwollfelder unterm Dampfpflug – Als Ingenieur in den Südstaaten Amerikas – 1866–1868, Max Eyth
- (Die) bedeutendsten Entdecker und ihre Reisen – Von der Antike bis zur Gegenwart, Heinrich Pleticha, Hermann Schreiber
- Beim Grosskhan der Mongolen – 1253–1255, Wilhelm von Rubruk
- (Die) Beschreibung der Welt – 1271–1295 / Beschreibung der Welt – Die Reise von Venedig nach China, Marco Polo
- Bibliothek arabischer Klassiker, Kassette (8 Bde.)
- (Das) Bordbuch – 1492, Christoph Columbus
- Botschaft aus dem Jenseits. Zeugnisse des Okkulten. Reinhard Federmann, Hermann Schreiber
- Brasilianisches Abenteuer, Peter Fleming
- Brasilianisches Tagebuch – 1557, Jean de Léry
- Brasilien - Historia von den nackten, wilden Menschenfressern – 1548–1555, Hans Staden

### C
- (Die) Challenger-Expedition – Zum tiefsten Punkt der Weltmeere – 1872–1876, Rudolf von Willemoes-Suhm, William James Joseph Spry

### D
- Dschingis Khan – Vom Chinesischen Meer an die Pforten Europas. Dokumente und zeitgenössische Aufzeichnungen, Hans Dieter Leicht (Hrsg.)
- Durch Amerikas Nordwesten – Über Sitten und Leben der Indianer – 1823–1830, Peter Skene Ogden
- Durch Asiens Wüsten – Von Stockholm nach Kaschgar – 1893–1895, Sven Hedin
- Durch Asiens Wüsten – Von Kaschgar nach Peking – 1895–1897, Sven Hedin
- Durch Nordamerika und Kuba – Reisetagebücher in Briefen – 1849–1851, Fredrika Bremer

### E

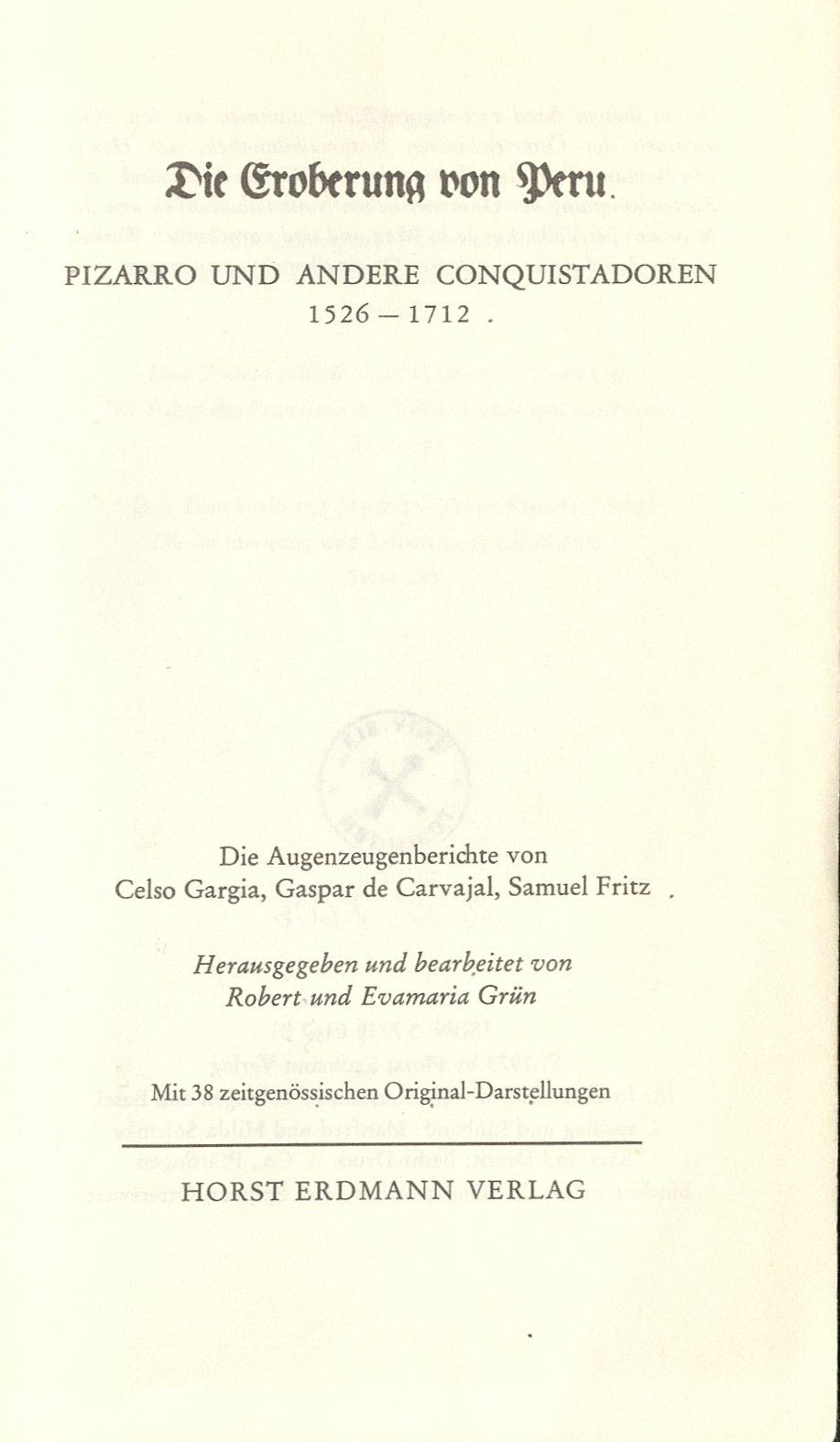

- (Die) Entdeckung Brasiliens – Auf der Atlantikfahrt nach Indien zur Terra da Vera Cruz – 1500–1501, Pedro Álvares Cabral
- (Die) Entdeckung der alten Mayastätten – 1839–1841, John Lloyd Stephens
- (Die) Entdeckung der Nilquellen – Am Victoriasee – 1861–1862, John Hanning Speke
- (Die) Entdeckung des Kongo, Henry M. Stanley
- (Die) Entdeckung des Nordpols – Zwei Jahre im ewigen Eis – 1908–1909, Robert E. Peary
- (Die) Entdeckung des Seewegs nach Indien – 1497–1499, Vasco da Gama
- (Die) Entdeckung Neuseelands, Tasmaniens und der Tonga- und Fidschi-Inseln – 1642–1644, Abel Janszoon Tasman
- (Die) Entdeckung von Kaiser-Franz-Joseph-Land – 1872–1874, Julius Payer
- (Die) Entdeckung von Nordamerika – 1497, John und Sebastian Cabot
- Entdeckungen im Orient – Reise durch Arabien im Auftrag des dänischen Königs – 1761–67, Carsten Niebuhr
- Entdeckungen in Nubien – 1813–1814, Johann Ludwig Burckhardt
- Entdeckungsfahrten im Pazifik – 1768–1779, James Cook
- (Eine) Entdeckungsreise in die Südpolarregion – 1839–1843, James Clark Ross
- (Die) Entdeckungsreise nach Australien – 1801–03, Matthew Flinders
- Entdeckungsreise nach Tahiti und in die Südsee – 1772–1775, Georg Forster
- Entdeckungsreisen in China – Die Ersterforschung des Reiches der Mitte – 1868–1872, Ferdinand von Richthofen
- Entlang des Mississippi – Die Entdeckung des Mittleren Westens – 1817-1823, Stephen Harriman Long
- (Die) Erforschung der Ostküste Nordamerikas – 1604–1613, Samuel de Champlain
- (Die) Erforschung des Colorado Rivers und des Grand Canyons – 1869/70, John Wesley Powell
- Erinnerungen an Südamerika – 1849–1850, Ernst von Bibra
- (Die) Eroberung des Südpols – 1910–1912, Roald Amundsen
- (Die) Eroberung Mexikos: Eigenhändige Berichte an Karl V. – 1520-1524, Hernán Cortés
- (Die) Eroberung von Peru – Pizarro und andere Conquistadoren – 1526–1712,[1] Celso Gargia,[2] Gaspar de Carvajal, Samuel Fritz
- (Die) Erstbesteigung des Kilimandscharo – 1889, Hans Meyer
- (Die) erste Durchquerung Australiens – 1844–1846, Ludwig Leichhardt
- (Die) erste Reise um die Erde - Ein Augenzeugenbericht von der Weltumsegelung Magellans – 1519-1522, Antonio Pigafetta
- (Die) erste Umsegelung Asiens und Europas – 1878–1880, Adolf Erik Nordenskiöld
- Expedition in den Westen Australiens – Von Adelaide zum King George Sound – 1840/41, Edward John Eyre
- Expeditionen nach Westafrika – Vom Ogowé zum Kongo – 1875–86, Pierre Savorgnan de Brazza

### F
- Feuer und Schwert im Sudan – 1879–1895, Rudolph Slatin Pascha
- Flieger über dem sechsten Erdteil – Meine Südpolarexpedition – 1928–1930, Richard Evelyn Byrd
- Forschungsreisen (Transhimalaja I & II, Abenteuer in Tibet, Durch Asiens Wüsten I & II, Biografie), Sven Hedin
- Freibeuter 1683–1691 - Das abenteuerliche Tagebuch eines Weltumseglers und Piraten, William Dampier
- (Eine) friedliche Eroberung - Indochina 1888, Auguste Pavie

### G
- Galeere und Karawane – Pilgerreise ins Heilige Land, zum Sinai und nach Ägypten – 1483, Felix Fabri
- Gefährliche Reise durch den wilden Kaukasus – 1858–1859, Alexandre Dumas der Ältere
- Gefahrvolle Entdeckungsreisen in Zentralafrika – 1876–1892, Emin Pascha
- (Die) gefahrvolle Reise des Kapitän Bontekoe – Logbücher holländischer Seefahrer des 17. Jahrhunderts – 1596–1630, Willem Ysbrandsz. Bontekoe, David Pietersz. de Vries, Gerrit de Veer
- Gefangen unter Korsaren – Deutsche Seeleute in der Gefangenschaft algerischer Seeräuber, Johann Michael Kühn, Johann Friedrich Kessler, Simon Friedrich Pfeiffer
- Geheimnisse im brasilianischen Urwald – 1920, P. H. Fawcett
- Geheimnisvolle Gewürzinseln – Reise nach Java, Banda und Ceylon – 1644–1660, Johann Jacob Saar
- Gold aus Guyana – Die Suche nach Eldorado – 1595, Sir Walter Raleigh
- (Das) Gold des Kondors. Berichte aus der Neuen Welt – 1590, José de Acosta
- Gold, Salz und Sklaven: Die Geschichte der grossen Sudanreiche Gana, Mali, Songhai, Rudolf Fischer
- (Die) Goldminen von Midian – Reisen und Forschungen im Biblischen Land – 1877, Richard Francis Burton

### H
- (Die) Heiden im Eis – Als Forscher und Missionar in Grönland – 1721–1736, Hans Egede
- Heinrich der Seefahrer oder Die Suche nach Indien – 1415–1460, Alvise Ca’ da Mosto, Gomes Eanes de Zurara, João de Barros
- (Das) Herz der Natur – Natur und Geografie Tibets – 1890–1906, Francis Edward Younghusband
- História trágico-marítima - Berichte aus der grossen Zeit der portugiesischen Seefahrt – 1552–1602, Bernardo Gomes de Brito

### I
- Im fernen Osten – Forscher und Entdecker in Tibet, China, Japan und Korea – 1689–1911, Georg Adolf Narciss (Hrsg.)
- Im Herzen von Afrika – 1868–1871, Georg Schweinfurth
- Im Innern Afrikas – Die Erforschung des Flusses Kasai – 1883–1885, Hermann von Wissmann
- Im Land der lebenden Buddhas – Entdeckungsreise in das verschlossene Tibet – 1774–1775, George Bogle
- Im wilden Balkan – um 1830, David Urquhart
- Im wilden Norden Amerikas – 1784–1812, David Thompson
- In Marokko. Vom Hohen Atlas nach Fès – durch Wüsten, Harems und Paläste, Edith Wharton
- In Nacht und Eis – 1893–1896, Fridtjof Nansen
- (Die) Indianer Nordamerikas – Frühe Begegnungen mit den Ureinwohnern, George Catlin
- Ins arktische Amerika – 1819–1822, John Franklin
- (Der) Islam in Originalzeugnissen (Bd. 1. Politik und Kriegführung; Bd. 2 Religion und Gesellschaft)

### J
- Jens Munk – Über den Nordpol nach China? Auf der Suche nach der Nordwestpassage – Ein Seefahrerschicksal des 17. Jahrhunderts, dargestellt von Thorkild Hansen

### K
- Kapitän Viauds Aufzeichnungen vom gnadenlosen Überlebenskampf nach dem Untergang der „Tiger“ im Golf vom Mexiko – 1766, Pierre Viaud
- Koreas schlafender Vulkan – Die Reise zum Pektusan – 1898, Nikolai G. Garin-Michailowski
- Kunde von den Mongolen – 1245–1247, Johannes von Plano Carpini

### L
- (Das) Leben des Propheten, Ibn Ishâq
- (Ein) Leben im Kampf gegen Kreuzritterheere, Usâma ibn Munqidh
- Leben und Reisen im tropischen Regenwald – 1836–1879, August Kappler
- (Der) letzte der Mohikaner, James Fenimore Cooper
- Letzte Fahrt – Kapitän Scotts Tagebuch – 1910–1912, Robert Falcon Scott
- Lexikon der Abenteuer- und Reiseliteratur, Heinrich Pleticha, Siegfried Augustin
- Lexikon der Entdeckungsreisen, Heinrich Pleticha, Hermann Schreiber
- (Das) Lexikon der Seefahrer und Entdecker, Fernand Salentiny
- Löwe und Schakal – Altarabische Fabeln

### M
- (Der) Malayische Archipel – Die Heimat von Orang-Utan und Paradiesvogel – 1854–1862, Alfred Russel Wallace
- Mameluken, Paschas und Fellachen – Berichte aus dem Reich Mohammed Alis – 1801–1849, Thankmar von Münchhausen (Hrsg.)
- Meine Weltreise nach Indien – 1895–1896, Mark Twain
- Mensch und Tier vor dem König der Dschinnen, Ihwân As-Safâ
- Merkwürdige Reisen im fernsten Asien – 1537–1558, Fernão Mendes Pinto
- Mit dem Ballon dem Pol entgegen – 1897, Salomon August Andrée
- Mit Kompass und Kanonen – Abenteuerliche Reisen nach Brasilien und Fernost – 1642–1652, Caspar Schmalkalden
- Mit Magellan um die Erde - 1519–1522, Antonio Pigafetta
- Mit Motorboot und Schlitten in Grönland – 1929, Alfred Lothar Wegener
- Mohammed in Asien – Verbotene Reise nach Buchara und Samarkand – 1863–1864, Hermann Vambery
- Moskowitische und Persische Reise – Die Holsteinische Gesandschaft beim Schah – 1633–1639, Adam Olearius

### N
- Neue Welt Mundus Novus und Vier Seefahrten – 1497–1504, Amerigo Vespucci
- (Die) Nordwestpassage – 1903–1907, Roald Amundsen

### O
- Om mani padme hum – Meine China- und Tibetexpedition – 1926–1928, Wilhelm Filchner

### P
- Pater Labats Sklavenbericht – Abenteuerliche Jahre in der Karibik – 1690–1705, Jean-Baptiste Labat
- Persepolis – Entdeckungsreisen in die Vergangenheit, Helmut Arndt (Hrsg.)
- Persönlicher Bericht einer Pilgerreise nach Mekka und Medina – 1853, Richard Francis Burton
- Pirat im Dienst der Queen – 1567–1596, Sir Francis Drake
- (Das) Piratenbuch von 1678 – Die Amerikanischen Seeräuber, Alexandre Olivier Exquemelin
- Politik und Kriegführung – Der Islam in Originalzeugnissen

### Q
- Quer durch Afrika – 1865–1867, Gerhard Rohlfs

### R
- (Das) Raunen und Tuscheln der Wüste – Eine Reise durch das alte Syrien, Gertrude Bell
- (Die) Reise der „Bounty“ in die Südsee – 1787–1790, William Bligh
- (Die) Reise der „Fox“ im arktischen Eismeer – 1857–1859, Francis Leopold McClintock
- Reise durch Schweden im Jahr 1804, Ernst Moritz Arndt
- Reise in den äussersten Norden und Osten Sibiriens – Auf Schlitten, Boot und Rentierrücken – 1842–1845, Alexander Theodor von Middendorff
- (Die) Reise in die Rocky Mountains nach Oregon und Nordkalifornien – 1842–1844, John Charles Frémont
- Reise nach Timbuktu – 1824–1828, René Caillié
- Reise um die Welt 1594 – Erlebnisse eines Florentiner Kaufmanns, Francesco Carletti
- Reise um die Welt – 1766–69, Louis-Antoine de Bougainville
- Reise um die Welt – 1831–36, Charles Darwin
- Reise um die Welt mit Capitain Cook – Heinrich Zimmermann
- Reise zum Südpol und nach Ozeanien – 1837–40, Jules Dumont d’Urville
- Reisen ans Ende der Welt – 1325–1353, Ibn Battuta
- Reisen des Ritters John Mandeville vom Heiligen Land ins ferne Asien – 1322–1356, John Mandeville
- Reisen durch das weite Land – Nordwestdeutsche Skizzen – 1864, Johann Georg Kohl
- Reisen im Inneren von Süd-Afrika – Zu den Ruinen von Great Zimbabwe – 1865–72, Karl Mauch
- Reisen im Kongogebiet – 1884–1886, Oskar Alexander Richard Büttner
- Reisen in Westafrika – Durch Französisch-Kongo, Corisco und Kamerun – 1894/95, Mary Kingsley
- Reisen und Streifzüge in Mexiko und Nordamerika – 1849–1856, Paul Wilhelm von Württemberg
- Reisen unter Osmanen und Griechen – um 1830, David Urquhart
- Reisen zu den Reichtümern Indiens – Abenteuerliche Jahre beim Großmogul – 1641–1667, Jean-Baptiste Tavernier
- Reisen zu den Timannis, Kurankos und Sulimas in Westafrika – 1822/23, Alexander Gordon Laing
- Reportagen aus Bismarcks Reich – Berichte eines reisenden Franzosen – 1874–1876, Victor Tissot
- Robinson Crusoe, Daniel Defoe

### S
- (Die) Schatzinsel, Robert Louis Stevenson
- Schiffbrüche – Die Unglücksfahrt der Narváez-Expedition zur Südküste Nordamerikas – 1528–1536, Álvar Núñez Cabeza de Vaca
- (Im) Schlitten durch unerforschtes Eskimoland – Rasmussens 5. Thule-Expedition – 1921–1924, Knud Johan Victor Rasmussen
- Sehnsucht nach der Ferne – Die Reise nach Wien und Venedig – 1798, Ernst Moritz Arndt
- Sieben Jahre in Südafrika – 1872–1879, Emil Holub
- Simbabwe – Entdeckungsreisen in die Vergangenheit, Heinrich Pleticha (Hrsg.)
- Sklaven für Havanna – Der Lebensbericht eines Sklavenhändlers – 1826–1839, Théodore Canot
- (Die) Söhne der Zeit, Ibn Challikân
- Streifzüge durch Amerika – 1837–1843, Friedrich Gerstäcker
- Südwärts – Die „Endurance Expedition“ – 1914–1917, Ernest Henry Shackleton

### T
- Tagebuch eines Mekkapilgers, Ibn Dschubair
- (Zu) Tempeln und Pyramiden – 1881, Kronprinz Rudolf von Österreich
- Tibesti – Die Entdeckung der Riesenkrater und die Erstdurchquerung des Sudan – 1868–1874, Gustav Nachtigal
- Transhimalaja – Von Stockholm nach Schigatse – 1905–1907, Sven Hedin
- Transhimalaja – Von Schigatse nach Simla – 1907–1908, Sven Hedin
- Transsibirien – 1903, Eugen Zabel

### U
- Über der Arktis – Der erste Langstreckenflug über das Eismeer – 1928, George Hubert Wilkins
- Und der Kalif beschenkte ihn reichlich, Abu l-Faradsch
- Unter dem Halbmond – Erlebnisse in der alten Türkei – 1835–1839, Helmuth von Moltke
- Unter Hottentotten – 1705–1713, Peter Kolb
- (Der) Untergang der Batavia und andere Schiffsjournale und Originalberichte aus der grossen Zeit der niederländischen Seefahrt im 17. und 18. Jahrhundert, M.R.C. Fuhrmann-Plemp van Duiveland (Hrsg.)

### V
- Vernunft ist nichts als Narretei, Al-Hamadhânî
- Vier Entdeckungsreisen zum Polarmeer – 1607-1611, Henry Hudson
- Viermalige Reise durch das Nördliche Eismeer – Auf der Brigg Nowaja Semlja in den Jahren 1821 - 1824, Friedrich Litke
- Vom Rio Grande zum La Plata – Deutsche Reiseberichte des 19. Jahrhunderts aus dem südlichen Amerika, Hans Joachim Wulschner (Hrsg.)
- Von der Wiege bis zum Galgen – Leben und Taten der berühmtesten Strassenräuber, Mörder und Spitzbuben, Captain Alexander Smith
- Von Hinterindien bis Surabaja – Forscher und Abenteurer in Südostasien, Georg Adolf Narciss (Hrsg.)
- Von Sibirien nach Amerika – Die Entdeckung Alaskas mit Kapitän Bering – 1741–1742, Georg Wilhelm Steller
- Von Venedig nach China – Die grösste Reise des 13. Jahrhunderts, Marco Polo

### W
- Wahrhafte Historie einer wunderbaren Schifffahrt, welche Ulrich Schmidel von Straubing von 1534 bis 1554 in Amerika oder Neue Welt bei Brasilia oder Rio della Plata getan – Ulrich Schmidel
- Wanderer mit dem Wind – 1911–1917, Alexandra David-Néel
- Warhaffte Beschreibung ettlicher Reisen in Europa, Africa, Asien und America – Die abenteuerlichen Weltreisen eines schwäbischen Wundarztes – 1596–1610, Andreas Josua Ultzheimer
- (Der) weite Weg nach Westen – Die Tagebücher der Lewis & Clark Expedition – 1804–1806, Meriwether Lewis und William Clark
- Wie ich Livingstone fand – 1871, Henry M. Stanley
- (Die) Wunder des Himmels und der Erde, Al-Quazwînî

### Z
- Zu den Fjorden Ostgrönlands – 1931–1933, Louise Arner Boyd
- Zu den Klippen von Vanikoro – 1785–1788, Jean-François de Lapérouse
- Zu den Quellen des Blauen Nils – 1768–1773, James Bruce
- Zu Eisbergen und Palmenstränden – 1815–1818, Otto von Kotzebue
- Zum Kontinent des eisigen Südens – Die erste deutsche Südpolarexpedition – 1901–1903, Erich von Drygalski
- 20 000 Meilen mit dem Hochrad um die Welt – 1884–1886, Thomas Stevens
- (Die) zweite deutsche Nordpolarfahrt – 1869–1870, Carl Koldewey
- Zwischen Nordmeer und Indischem Ozean – Meine Reisen und Kriegszüge in den Jahren 1688 bis 1710, Martin Wintergerst